# San Antonio Silver Stars 2010
La stagione 2010 delle San Antonio Silver Stars fu la 14ª nella WNBA per la franchigia.
Le San Antonio Silver Stars arrivarono terze nella Western Conference con un record di 14-20. Nei play-off persero la semifinale di conference con le Phoenix Mercury (2-0).

## Roster
| N° | Naz.                                 | Ruolo | Sportivo           | Anno | Alt. | Peso |
| -- | ------------------------------------ | ----- | ------------------ | ---- | ---- | ---- |
| 00 | Stati Uniti (bandiera)               | C     | Ruth Riley         | 1979 | 196  | 90   |
| 1  | Stati Uniti (bandiera)               | A     | Chamique Holdsclaw | 1977 | 188  | 78   |
| 2  | Stati Uniti (bandiera)               | C     | Michelle Snow      | 1980 | 196  | 72   |
| 5  | Stati Uniti (bandiera)               | G     | Roneeka Hodges     | 1982 | 180  | 75   |
| 9  | Francia (bandiera)                   | G     | Edwige Lawson      | 1979 | 168  | 59   |
| 10 | Australia (bandiera)                 | G     | Belinda Snell      | 1981 | 175  | 77   |
| 14 | Stati Uniti (bandiera)               | G     | Allie Quigley      | 1986 | 178  | 64   |
| 22 | Stati Uniti (bandiera)               | A     | Ashley Battle      | 1982 | 183  | 77   |
| 25 | Stati Uniti (bandiera)               | G     | Becky Hammon       | 1977 | 168  | 62   |
| 30 | Stati Uniti (bandiera)               | G     | Helen Darling      | 1978 | 168  | 74   |
| 32 | Stati Uniti (bandiera)               | C     | Jayne Appel        | 1988 | 193  | 95   |
| 33 | Saint Vincent e Grenadine (bandiera) | A     | Sophia Young       | 1983 | 185  | 75   |
| 40 | Stati Uniti (bandiera)               | GA    | Megan Frazee       | 1987 | 191  | 87   |
| 42 | Stati Uniti (bandiera)               | A     | Crystal Kelly      | 1986 | 188  | 91   |

## Staff tecnico
- Allenatore: Sandy Brondello
- Vice-allenatore: Olaf Lange
- Preparatore atletico: Tonya Holley
- Preparatore fisico: Mike Ekanem